# Ángel cruel
«Ángel cruel» es una canción grabada por la boyband mexicana CD9. Se trata del sencillo debut de su álbum debut CD9. La canción ocupó el lugar número 1 en las listas del México Español Airplay del Billboard.
La canción también la cantaron en vivo en los Latin AMAS del año 2015 en Los Ángeles, California.

## Video musical
El video musical de fue lanzado el 10 de marzo de 2014 en la plataforma digital YouTube, fue producido por Salomón Simón y se muestra a los integrantes cantando en un resturant tipo 50's. Actualmente cuenta con más de 15 millones de reproducciones.

## Listas

### Semanales
| País   | Lista                             | Mejor posición | Ref.  |
| ------ | --------------------------------- | -------------- | ----- |
| México | México Español Airplay(Billboard) | 1              | [ 2 ] |

## Premios y nominaciones
| Año  | Premiación                | Título        | Categoría        | Resultado | Ref.        |
| ---- | ------------------------- | ------------- | ---------------- | --------- | ----------- |
| 2014 | Kids Choice Awards México | «Ángel cruel» | Canción favorita | Ganadora  | [ 7 ] [ 8 ] |